# Eroll Zejnullahu
Eroll Zejnullahu (* 19. Oktober 1994 in Berlin) ist ein kosovarisch-deutscher Fußballspieler. Er steht bei der SpVgg Bayreuth unter Vertrag.

## Karriere

### Verein
Bis 2012 spielte Zejnullahu bei kleineren Hauptstadtvereinen, ehe er in die Nachwuchsabteilung des 1. FC Union Berlin wechselte. Am 1. Februar 2013 (20. Spieltag) bestritt er sein Zweitligadebüt für die Köpenicker, als er beim 3:1-Heimsieg gegen den SV Sandhausen in der 89. Minute für Michael Parensen eingewechselt wurde. Beim 3:3-Unentschieden im Heimspiel gegen den FC St. Pauli am 17. Oktober 2015, dem 11. Spieltag der Saison der 2015/16, erzielte Zejnullahu sein erstes Profitor zum zwischenzeitlichen 1:1 in der 42. Minute. Obwohl er in der Saison 2016/17 unter dem neuen Trainer Jens Keller nicht mehr zum Stammkader gehörte, verlängerte er im Juni 2017 seinen bis 2018 laufenden Vertrag vorzeitig um ein weiteres Jahr.
Für die Spielzeit 2017/18 wechselte Zejnullahu auf Leihbasis zum Ligakonkurrenten SV Sandhausen. Dort konnte er sich allerdings nicht durchsetzen und kam nur auf dreizehn Zweitligaeinsätze. Zur Saison 2018/19 kehrte Zejnullahu zu Union Berlin zurück, kam im Aufstiegsjahr unter dem Cheftrainer Urs Fischer jedoch zu keinem Zweitligaeinsatz. Zum Saisonende verließ er den Verein schließlich nach sieben Jahren mit seinem Vertragsende.
Nach kurzzeitiger Vereinslosigkeit verpflichtete der Drittligist FC Carl Zeiss Jena den Kosovaren Ende Juli 2019 und stattete ihn mit einem Zweijahresvertrag aus. Mit Jena stieg er zwar 2019/20 aus der 3. Liga ab, gewann aber im gleichen Jahr den Thüringenpokal durch einen 8:2-Finalerfolg über den FSV Martinroda. Durch den Abstieg endete auch sein eigentlich noch ein Jahr gültiger Vertrag. Eine Einigung über einen Vertrag mit geänderten Konditionen für die Regionalliga Nordost kam nicht zustande, so dass Zejnullahu seit dem Sommer 2020 ohne Vertrag war. Er trainierte mit Jenas zweiter Mannschaft in der Oberliga.
Ende Januar 2021 schloss sich Zejnullahu dem slowakischen Erstligisten FC Nitra an, der in diesem Monat mit Yanni Regäsel, Sinan Kurt, Ekin Çelebi, Ramzi Ferjani, Ole Käuper, Benjamin Kindsvater und Oliver Bias sieben weitere deutsche Spieler verpflichtete. Doch schon in der folgenden Sommerpause kehrte er nach Deutschland zurück und wechselte zum Regionalligisten Berliner AK 07. Im Sommer 2022 wurde Zejnullahu dann vom Drittliga-Aufsteiger SpVgg Bayreuth unter Vertrag genommen. Ein Jahr später wechselte er nach dem Abstieg von Bayreuth zum TSV 1860 München. Ein Jahr später verließ er den Verein wieder und wechselte zurück nach Bayreuth.

### Nationalmannschaft
Zejnullahu bestritt 2014 drei nicht von der FIFA anerkannte Länderspiele für die kosovarischer A-Nationalmannschaft. Sein offizielles Debüt gab der Mittelfeldspieler dann am 11. Juni 2021 beim 1:0-Testspielsieg über Gambia. Bei der Partie im türkischen Manavgat spielte er von Beginn an und wurde in der 59. Minute ausgewechselt.

## Erfolge
FC Carl Zeiss Jena
- Thüringenpokalsieger: 2019/20

## Sonstiges
Zejnullahu kam mit seinen Eltern als Flüchtling aus dem Kosovo nach Berlin und fand über das Programm Integration durch Sport zum Fußball.